# Lajes (Rio Grande do Norte)
Lajes is een gemeente in de Braziliaanse deelstaat Rio Grande do Norte. De gemeente telt 10.865 inwoners (schatting 2009).

## Verkeer en vervoer
De plaats ligt aan de noord-zuidlopende weg BR-104 tussen Macau en Maceió. Daarnaast ligt ze aan de wegen BR-304, RN-104 en RN-129.